# Rivière Saint-Étienne (Québec)
Pour les articles homonymes, voir Saint-Étienne (homonymie).
Vous pouvez aider à l'améliorer ou bien discuter des problèmes sur sa page de discussion.
- Il ne cite pas suffisamment ses sources. Vous pouvez indiquer les passages à sourcer avec {{référence nécessaire}} ou {{Référence souhaitée}}, et inclure les références utiles en les liant aux notes de bas de page. (Marqué depuis décembre 2019)
- Il ne s’appuie pas, ou pas assez, sur des sources secondaires ou tertiaires. (Marqué depuis décembre 2019)
- Il contient une ou plusieurs listes. Le texte gagnerait à être rédigé sous la forme d’un ou plusieurs paragraphes synthétiques, afin d’être plus agréable à lire. (Marqué depuis décembre 2019)

- Archive Wikiwix
- Bing
- Cairn
- DuckDuckGo
- E. Universalis
- Gallica
- Google
- G. Books
- G. News
- G. Scholar
- Persée
- Qwant
- (zh) Baidu
- (ru) Yandex
- (wd) trouver des œuvres sur Wikidata

La rivière Saint-Étienne est un affluent de la rive sud de la rivière Saguenay coulant dans la municipalité de Petit-Saguenay, dans la municipalité régionale de comté (MRC) du Fjord-du-Saguenay, au Québec, au Canada. En fin de parcours, cette rivière traverse le parc national du Fjord-du-Saguenay.
La vallée de la rivière Saint-Étienne est surtout desservie par le chemin Saint-Étienne et le chemin du lac Fidelin,.
La foresterie constitue la première activité économique du secteur; les activités récréotouristiques, en second.[réf. nécessaire]

## Géographie
Les principaux bassins versants voisins de la rivière Saint-Étienne sont :
- Côté Nord : rivière Saguenay ;
- Côté Est : rivière des Petites Îles, fleuve Saint-Laurent ;
- Côté Sud : rivière Petit Saguenay ;
- Côté Ouest : rivière Petit Saguenay, rivière du Cabanage.

La rivière Saint-Étienne prend sa source à l’embouchure du lac des Côtes (longueur : 0,6 km ; altitude : 132 m). Cette source est située à :
- 3,8 km au Sud de son embouchure (confluence avec la rivière Saguenay) ;
- 7,4 km au nord-est d'une courbe du cours de la rivière Petit Saguenay ;
- 18,0 km à l'ouest de l'embouchure de la rivière Saguenay ;
- 10,2 km au sud-Est du centre du village de Petit-Saguenay.

À partir de sa source (lac des Côtes), le cours de la rivière Saint-Étienne descend sur 4,8 km selon les segments suivants :
- 2,9 km vers le nord dans une vallée encaissée, jusqu'à la décharge (venant du Sud-Est) d'un lac non identifié ;
- 1,5 km vers le nord dans une vallée encaissée, jusqu'à la décharge (venant de l'Ouest) du lac Fidelin ;
- 0,4 km vers l'est dans une vallée encaissée en traversant le parc national du Fjord-du-Saguenay, jusqu'à son embouchure[4].

L'embouchure de la rivière Saint-Étienne se déverse au fond de l'Anse Saint-Étienne sur la rive sud de la rivière Saguenay. Cette confluence est située à :
- 3,6 km au nord-est du centre du village de Saint-Étienne ;
- 14,4 km à l'Est de la confluence de la rivière Petit Saguenay avec la rivière Saguenay ;
- 17,0 km à l'Ouest de Tadoussac.

## Toponymie
Le toponyme "rivière Saint-Étienne" se réfère à Saint Étienne, un patron de l'église catholique romaine.
Le toponyme "rivière Saint-Étienne" a été officialisé le 5 décembre 1968 à la Banque des noms de lieux de la Commission de toponymie du Québec.